# Sobás
Sobás est un village de la province de Huesca, situé à environ un kilomètre à l'est du village de Yebra de Basa, auquel il est rattaché administrativement, dans le Vallibasa. Il compte 14 habitants en 2016 (INE). Le village compte une église, en ruines, une tour défensive typique du Serrablo, la Casa Torre, ainsi que plusieurs maisons typiques de l'architecture populaire aragonaise : la casa Castiella, la casa Casbas (construite en 1585) et la casa Cajal.